# アルティムラト・アンナドゥルディエフ
アルティムラト・アンナドゥルディエフ（トルクメン語: Altymyrat Annadurdyýew、1993年4月13日 - ）は、トルクメニスタンのサッカー選手。トルクメニスタン代表。ポジションはFW。

## クラブ歴
アシガバートに生まれ、2014年にガルカンでフットサル選手となり、10得点をあげ得点王となった。
2015年にFKアハルに加入し、プロサッカー選手へと転向。同年のAFCカップ2015ではFCドルドイ・ビシュケク戦で8分にフリーキックを決めるデビューを果たした。トルクメニスタン・リーグでは開幕節を6-0で勝利するデビューとなった。
2016年にFKアルティン・アシルに移籍。

## 代表歴
2015年6月11日、2018 FIFAワールドカップ・アジア2次予選のグアム代表戦で代表初出場。2017年3月28日のAFCアジアカップ2019 3次予選のチャイニーズタイペイ代表戦で初得点。

## 個人成績
2019年9月1日現在
代表での得点一覧
| No | 日附           | 場所                                                               | 対戦相手             | 得点 | 結果 | 大会                        |
| -- | -------------- | ------------------------------------------------------------------ | -------------------- | ---- | ---- | --------------------------- |
| 1. | 2017年3月28日  | 台北市台北陸上競技場                                               | チャイニーズタイペイ | 1–0  | 3–1  | AFCアジアカップ2019 3次予選 |
| 2. | 2017年9月5日   | シンガポール・ジャラン・ベサール・スタジアム                       | シンガポール         | 1–1  | 1–1  | AFCアジアカップ2019 3次予選 |
| 3. | 2017年11月14日 | バルカナバート・スポルト・トプルミー                               | チャイニーズタイペイ | 2–0  | 2–1  | AFCアジアカップ2019 3次予選 |
| 4. | 2019年1月17日  | アブダビ・アル・ジャジーラ・ムハンマド・ビン・ザーイド・スタジアム | オマーン             | 1–1  | 1–3  | AFCアジアカップ2019         |